# Ritmi i Rrugës
Ritmi i Rrugës (dt.: Rhythmus der Straße) ist ein 1995 gegründetes Hip-Hop-Duo aus Priština im Kosovo.
Gegründet wurde die Gruppe von Memli Krasniqi und Arbër Reçi. Themen ihrer Texte sind stark auf die albanische Geschichte bezogen. Seit 1995 hat die Gruppe drei Alben veröffentlicht. Zudem hat Ritmi i Rrugës mehrere größere Hit-Singles veröffentlicht, die in Kosovo, Mazedonien, Albanien und vielen europäischen Ländern hauptsächlich auf Konzerten vor albanischen Publikum gespielt.

## Diskografie
- 2000: Bota Është e Jona (dt.: Die Welt gehört uns)
- 2002: Obsesion (dt.: Obsession)
- 2004: Përjetësisht (dt.: Für alle Zeiten)